# Сундарали
Сундарали (вариант Сундараги) — покинутое село (аул) в Лакском районе Дагестана.

## Географическое положение
Село располагалось в 5 км к юго-западу от районного центра — села Кумух на реке Гургуларат.

## История
Всё население в 1944 году переселено в сёла Зандак и Дзури Ауховского района (ныне село Дучи Новолакского района).